# Úrnapja

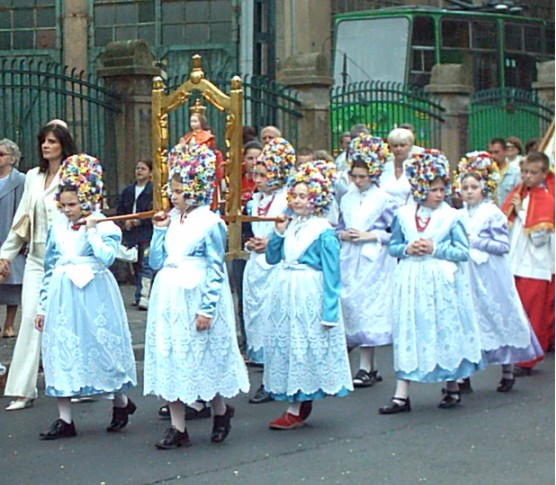
Úrnapi körmenet Poznańban, Lengyelországban

Az úrnapja (latinul Festum Eucharistiae, Solemnitas Corpus Domini) katolikus főünnep az eucharisztia tiszteletére, teljes nevén az Úr Szent Testének és Szent Vérének ünnepe. Magyarországon és több más országban (például Angliában és Walesben) a húsvéti időt lezáró pünkösdvasárnap után két héttel tartják. Jellemzően körmenet kapcsolódik hozzá.
Napja eredetileg a Szentháromság vasárnapja utáni csütörtök volt és sok helyen ma is akkor ünneplik, a húsvét utáni 60. napon. Ausztriában, Németország és Svájc bizonyos részeiben, Brazíliában, Dominikában, Horvátországban, Lengyelországban, Spanyolországban, Trinidad és Tobagóban és Portugáliában munkaszüneti nap.
Elsősorban katolikus ünnep, de az Anglikán Közösség tagegyházai közt is ismert: a Church of England (az angol anglikán egyház) a „Szent Egyesülésért való hálaadás napjaként” (vagy Corpus Christi) ismeri, de nem főünnep. Ünnepli az Ókatolikus Egyház és a latinizált keleti katolikus egyházak is.
A kifejezést a református egyház más értelemben használja, mégpedig Jézus feltámadására emlékezve (ami a hét első napján történt) a vasárnap megjelölésére. Például a Heidelbergi káté 52 „úrnapjára” felosztva tartalmazza a kérdés-felelet formában megfogalmazott hitvallást (az év 52 vasárnapjának megfelelően).

## Úrnapja-naptár

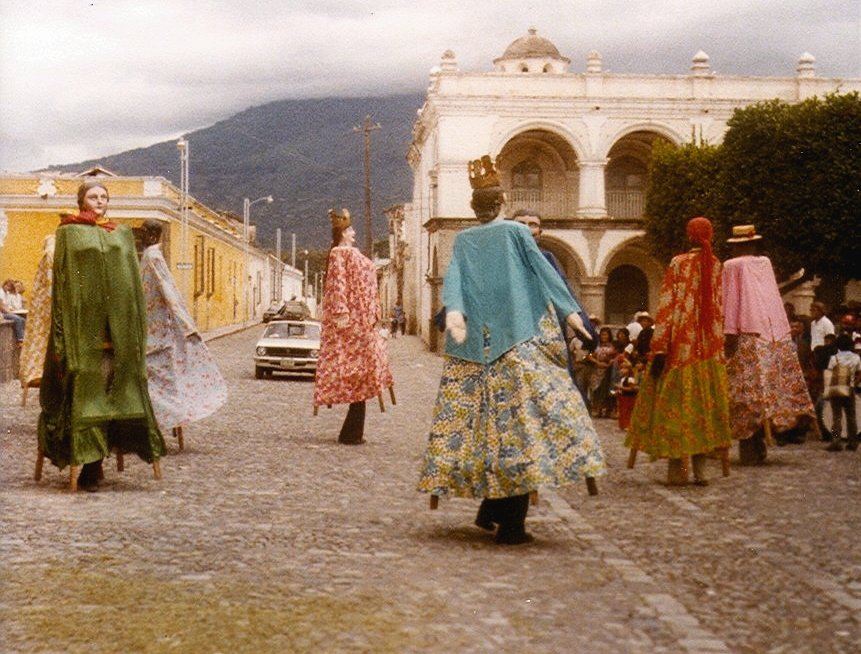
Úrnapi ünnepség Antigua Guatemalában, 1979. június 14-én

Napjai a katolikus liturgiai naptárban 2010-től 2030-ig (a csütörtöki napok, a vasárnapi ünnep három nappal későbbi):
- 2010: június 3.
- 2011: június 23.
- 2012: június 7.
- 2013: május 30.
- 2014: június 19.
- 2015: június 4.
- 2016: május 26.
- 2017: június 15.
- 2018: május 31.
- 2019: június 20.
- 2020: június 11.
- 2021: június 3.
- 2022: június 16.
- 2023: június 8.
- 2024: május 30.
- 2025: június 19.
- 2026: június 4.
- 2027: május 27.
- 2028: június 15.
- 2029: május 31.
- 2030: június 20.

Az úrnapja legkorábbi lehetséges dátuma május 21., a legkésőbbi június 24.

## Eredete
Az úrnapja ünnep gyökerei a 13. századig nyúlnak vissza. Az augusztiniánus rendi apáca Liège-i (másképp: Lüttichi vagy Cornilloni) Szent Juliana isteni sugallatra hivatkozva fordult az eucharisztiaünnep létrehozása érdekében a tudós dominikánus St-Cheri Hugóhoz, Jacques Pantaléonhoz (a későbbi IV. Orbán pápához) és Robert de Thoret liège-i püspökhöz. Ebben az időben a püspökök beiktathattak helyi egyházi ünnepet: 1246-ban Robert püspök zsinatot hívott össze és elrendelte a Corpus Christi ünnep évente történő megtartását. A rendeletet és az ünnephez rendelt liturgia egyes részeit megőrizte Anton Joseph Binterim Vorzüglichsten Denkwürdigkeiten der Christkatholischen Kirche című műve.
Általánosan elterjedt csak Juliana és Robert püspök halála után lett az ünnep. 1263-ban egy zarándok cseh pap szentmisét tartott a bolsenai Szent Krisztina templomban. Az átváltoztatás pillanatában kétség szállta meg, valóban Krisztus testévé válik-e a kenyér és a bor, amikor a megtört ostyából vércseppek hulltak a korporáléra (ostyaabrosz). A véres korporálét 1264. június 14-én Orvietóba vitték, ahol épp ott tartózkodott IV. Orbán pápa. A pápa 1264. szeptember 8-án Transiturus bullájában hirdette ki, hogy ezentúl minden évben a pünkösd nyolcadát követő első csütörtökön tartsák meg az úrnapja ünnepét.

## A magyarok lakta földön

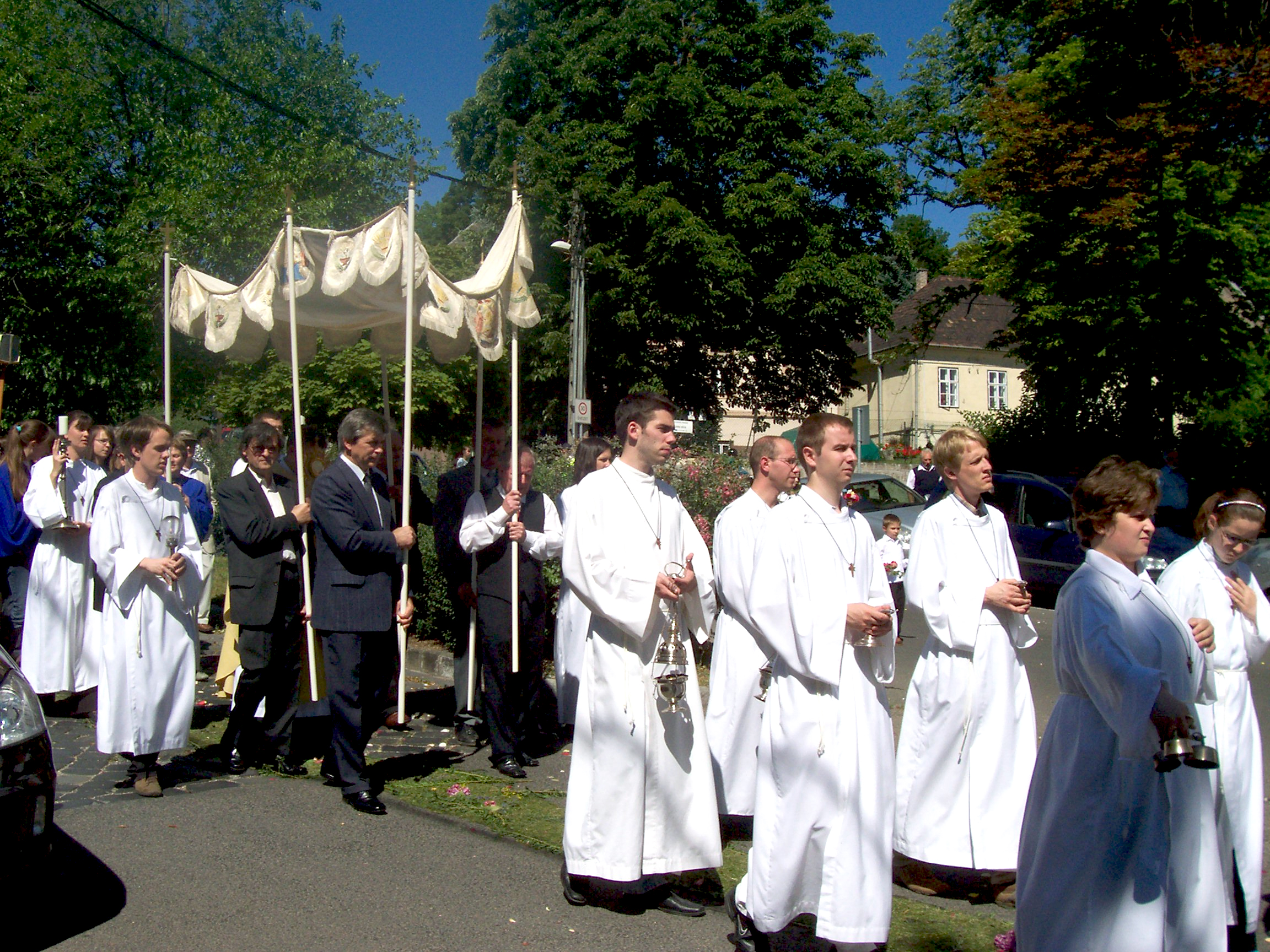
Úrnapi körmenet Budapesten, a budafoki Szent Lipót templom környékén

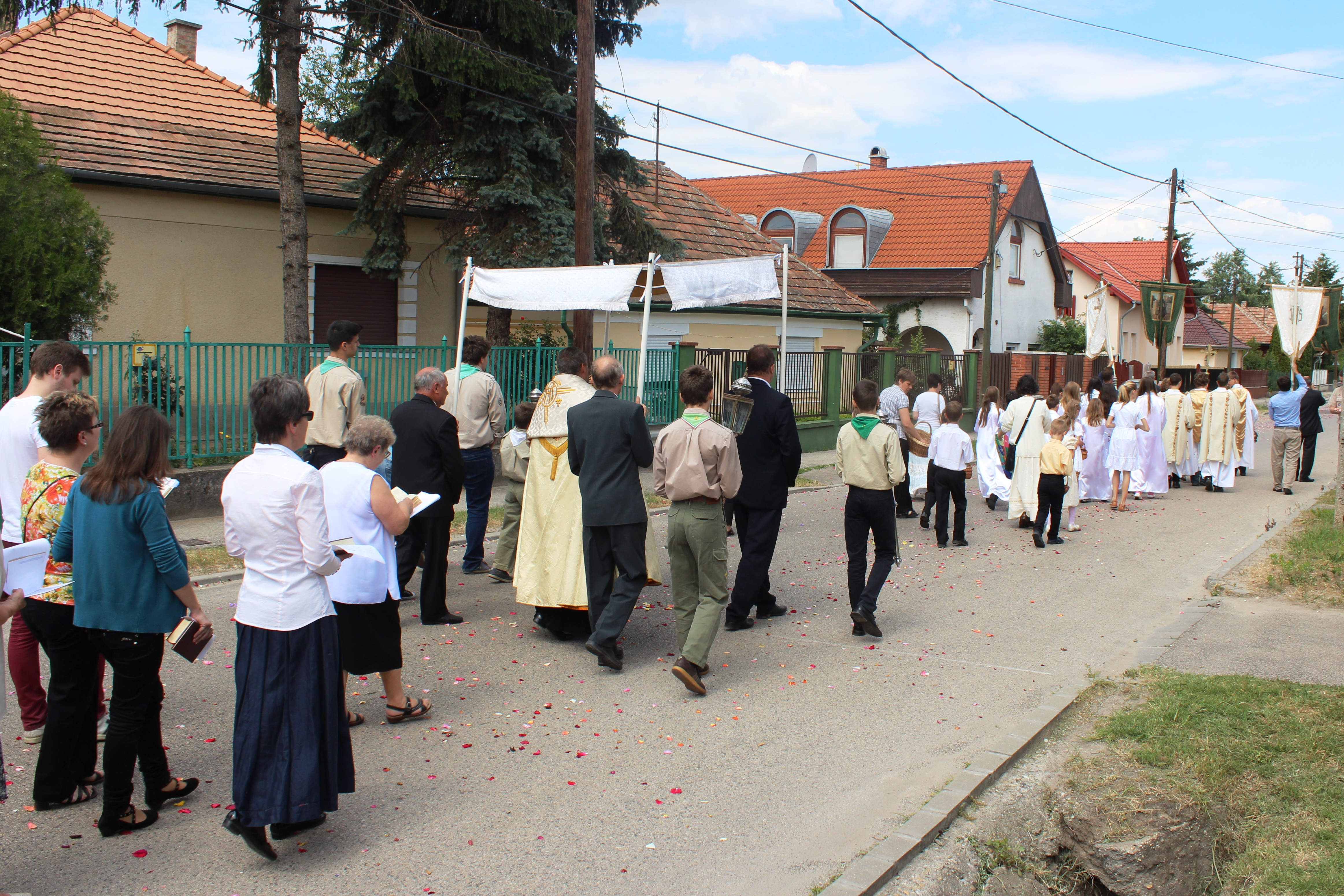
Úrnapi körmenet Budapesten, Rákoscsabán

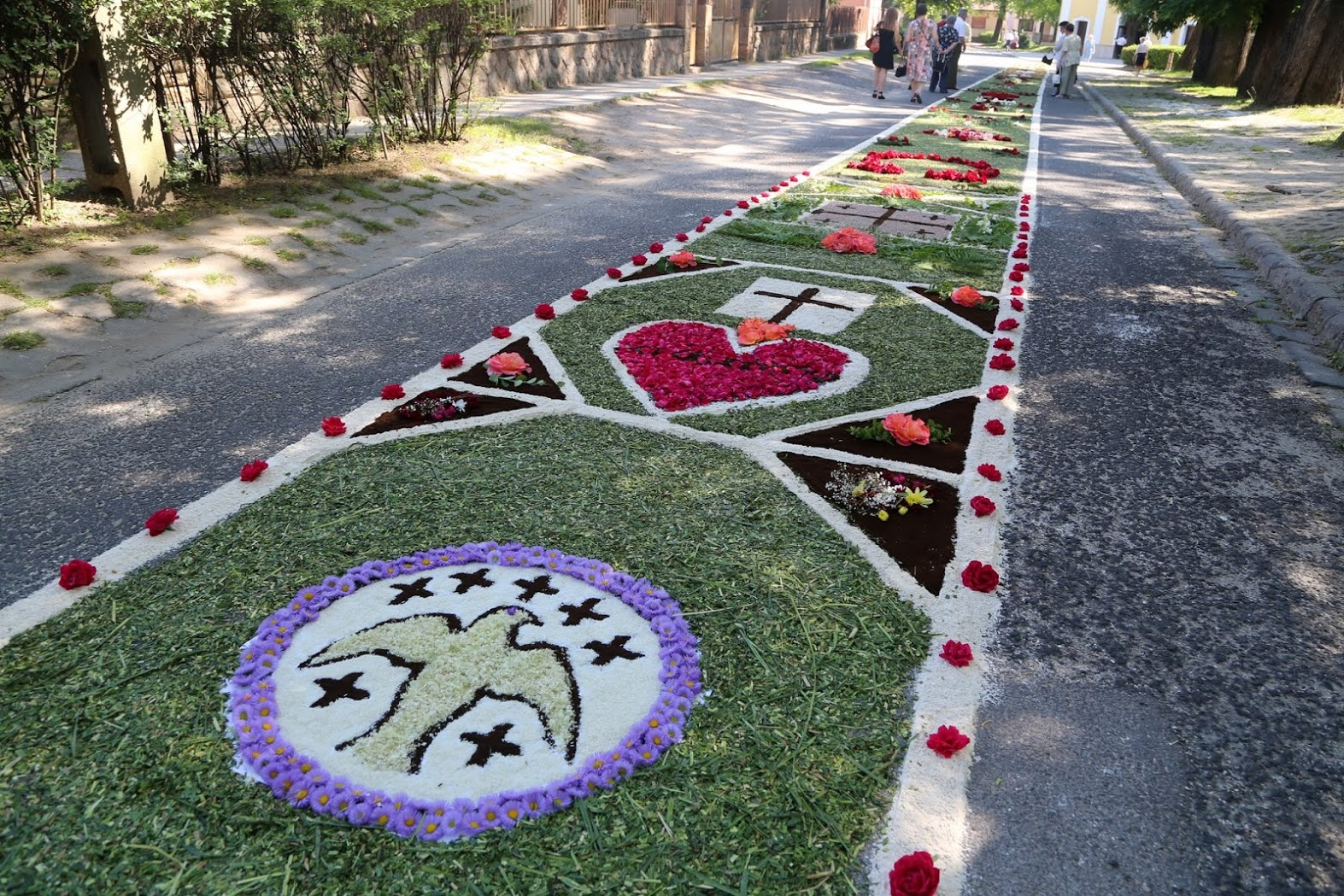
Úrnapi virágszőnyeg Pilisvörösváron, 2015

Általános szokás a körmenet és a sok virágdísz: az úrnapja idejére már teljes virágdíszbe öltözteti a tavaszt vagy a kora nyarat a természet. Az úrnapi körmenettel Magyarországon és másutt is összeforrt a virágszőnyegek, a falusi virágsátrak, a virágokkal díszített oltárok képe.
A körmeneten Magyarországon más országoktól eltérően négy stáció van: négy oltárt állítanak, amelyet a pappal és az oltáriszentséggel végigjárnak a hívek. Az úrnapi körmenetnek saját liturgiája van. A stációknál Evangéliumot olvasnak és a pap az égtájak felé áldást oszt. Ilyenkor azokért is imádkoznak, akiket a négy égtáj felé osztott áldás akaratlanul is elér.
Az első adatok magyarországi megünnepléséről 1292-ből és 1299-ből valók. Az 1501-es budavári körmeneten részt vett II. Ulászló király is. Nagy tömeg jelenlétében elégették Mohamed jelképes mecsetjét, koporsóját és török katonákat ábrázoló bábukat.

### Néphagyomány
Az oltáriszentség úrnapi körbehordozásának a néphagyomány a gonoszt, a betegségeket és a természeti csapást elűző erőt tulajdonított. Az úrnapi munkaszünetet szigorúan betartották.
Sok helyen, például Tiszaabádon (jelenleg Abádszalók része) sokáig az volt a hagyomány, hogy nem a templom körül létrehozott oltárokat járják végig, hanem az ünnep a teljes településre kiterjed: családok saját házuknál vállalják az ünnepi sátrak felállítását. A szent térbe ezzel bevonják a lakóhelyet, a települést és ez azt szimbolizálja, hogy az áldás az otthonokra is kiterjed. A sátrakat régen a négy égtájhoz tájolták. Pesthidegkúton még az 1940-es években is „lombkápolnákat” állítottak, a körmenet útvonalán faágakat szúrtak a földbe, a gyerekek a földeken virágot gyűjtöttek a virágszőnyeghez: az úrnapi előkészületekben gyakorlatilag az egész falu részt vett. Korondon kőrisfaágakkal díszítették az utcát, hazafelé mindenki tört róluk egy ágacskát, és azt tartották: hazaérve annyi Miatyánkot kell elmondania, ahány levél volt az ágacskán.
Székelykevén úrnapján virágokból fonnak koszorút és ezt elviszik a templomba megszenteltetni, majd a bejárati ajtó fölé akasztják. Amikor eljön az ideje, három virágot kihúznak a koszorúból és a tűzben, vagy szentelt gyertya lángjában elégetik és közben az Úrangyalát imádkozzák.
Mihálygergén a lombkunyhó hazavitt ágait a ház négy sarkába tűzték, hogy megóvja a házat a villámcsapástól. Baranyában az ágakat az istálló fölé dugták, hogy áldás legyen az állatokon. Sióagárdon a beteg gyermekek fürdőjébe tettek az úrnapi virágokból. Máshol lábfájás elleni fürdőbe tették őket, előfordult az is, hogy a fájós fogat füstölték velük.
Pilisvörösváron, illetve Budaörsön a templom körüli utcákat teljes hosszukban összefüggő virágszőnyeggel díszítik ezen a napon.
Erdélyben az elsőáldozó kislányok, fehér ruhában vagy népviseletben, a körmeneten rózsaszirmot hintenek az oltáriszentség elé.